# امیرآباد علیا
امیرآباد علیا، روستایی از توابع بخش مرکزی شهرستان بویراحمد در استان کهگیلویه و بویراحمد ایران است.

## جمعیت
این روستا در دهستان دشت روم قرار دارد و براساس سرشماری مرکز آمار ایران در سال ۱۳۸۵، جمعیت آن ۳۳۷ نفر (۶۸خانوار) بوده‌است.